# Поляризація гірських порід
Поляризація гірських порід (рос. поляризация горных пород, англ. polarization of rock, нім. Polarisation f der Gesteine) — зміщення центрів позитивних і негативних внутрішніх зв'язаних зарядів у кристалах при накладанні на породу ел. поля. На поверхні породи при цьому з'являються заряди, які створюють ел. поле, направлене протилежно зовнішньому по-лю. П.г.п. відбувається за рахунок зміщення або повороту зв'язаних зарядів, у ролі яких можуть виступати як атоми, так і йони кристалічної ґратки з гомео- і гетерополярним зв'язком, а також суцільні об'єми порід, які виявляються в особливих структурних умовах.
У залежності від механізму П.г.п., а також частинок, які беруть у ній участь, виокремлюють такі види П.г.п.: електронну, йонну, дипольно-орієнтаційну, макроструктурну (об'ємну), електрохімічну та ін.
До особливих видів П.г.п. слід віднести п'єзо- і трибополяризацію.